# Parlament Andyjski
Parlament Andyjski (hiszp. Parlamento Andino), Parlandino – instytucja utworzona 25 października 1979 roku na mocy Porozumienia z Kartageny. Działalność rozpoczęła w styczniu 1984 w ramach Paktu Andyjskiego.
W latach 1991–2006 zasiadało 5 przedstawicieli z Wenezueli. Od 2013 roku w pracach parlamentu uczestniczą posłowie z Chile.

## Kompetencje
Parlament Andyjski był z chwilą powstania tylko instytucja doradczą. Większe kompetencje zyskał w 1996 roku na mocy Protokołu Trujillo, zyskał realną władzę jako instytucja ponadnarodowa.
Przedstawia rządom państw projekty ustaw dotyczące integracji regionalnej, Zgodnie ze swoim statutem jest gwarantem praw obywatelskich i demokracji we Wspólnocie Andyjskiej. W tym celu posiada uprawnienia kontrolne względem pozostałych instytucji tej organizacji.

## Ordynacja
Deputowani byli początkowo desygnowani przez parlamenty swoich krajów. Obecnie są wybierani w wyborach powszechnych przez obywateli Kolumbii, Ekwadoru, Peru, Boliwii oraz Chile. Decyzja czy wybory są przeprowadzane bezpośrednio należy do  rządu danego państwa. Z każdego państwa zasiada 5 posłów na czteroletnią kadencję. Głosowanie jest możliwe w systemie elektronicznym.
Wybory nie są przeprowadzane w jednym terminie; w danym państwie pokrywają się one z datą wyborów do parlamentów krajowych.

## Siedziba i organy
Pierwsza siedziba miała miejsce w Limie. Obecnie budynek parlamentu znajduje się w Bogocie w Kolumbii. Sesje plenarne odbywają się raz w miesiącu przez kilka dni. Ponadto istnieją oddziały regionalne przy parlamentach krajowych. Posłowie wybierają ze swego grona prezydium (przewodniczący i czterech wiceprzewodniczących). Powołują także komisje parlamentarne.
Przed wejściem w życie Protokołu z Trujillo pracami parlamentu kierował Sekretarz Generalny,
W pracach są obecni obserwatorzy z Hiszpanii, Meksyku, Panamy, Argentyny i Maroka.